# Epimeniidae
De Epimeniidae is een familie van weekdieren uit de orde Cavibelonia.

## Geslachten
- Epiherpia Salvini-Plawen, 1997
- Epimenia Nierstrasz, 1908